# Governo Tsipras II
Como resultado das eleições legislativas na Grécia em setembro de 2015, Alexis Tsipras, líder do Syriza, foi nomeado primeiro-ministro pelo presidente do país, e recebeu o mandato para formar um novo governo - o Governo Tsipras II (II Κυβέρνηση Αλέξη Τσίπρα).

A nova coligação governamental conta com a participação dos partidos Syriza e Gregos Independentes.

## Composição do gabinete original
Legenda de cores
| Cargo ou ministério                                          | Titular | Titular | Titular               | Partido      |
| ------------------------------------------------------------ | ------- | ------- | --------------------- | ------------ |
| Primeiro-ministro                                            |         |         | Alexis Tsipras        | SYRIZA       |
| Vice-primeiro-ministro                                       |         |         | Ioannis Dragasakis    | SYRIZA       |
| Ministro do Interior                                         |         |         | Panayotis Kouroumblis | SYRIZA       |
| Ministro da Economia, Desenvolvimento e Turismo              |         |         | Georgios Stathakis    | SYRIZA       |
| Ministro da Defesa                                           |         |         | Panos Kammenos        | ANEL         |
| Ministro da Educação, Investigação e Assuntos Religiosos     |         |         | Nikos Filis           | SYRIZA       |
| Ministro dos Negócios Estrangeiros                           |         |         | Nikos Kotzias         | SYRIZA       |
| Ministro da Justiça                                          |         |         | Nikos Paraskevopoulos | Independente |
| Ministro do Trabalho, da Solidariedade e da Segurança Social |         |         | Georgios Katrougalos  | SYRIZA       |
| Ministro da Saúde                                            |         |         | Andreas Xanthos       | SYRIZA       |
| Ministro da Cultura                                          |         |         | Aristidis Baltas      | SYRIZA       |
| Ministro das Finanças                                        |         |         | Euclide Tsakalotos    | SYRIZA       |
| Ministro do Ambiente e da Energia                            |         |         | Panos Skourletis      | SYRIZA       |
| Ministro das Infraestruturas e Transportes                   |         |         | Christos Spirtzis     | SYRIZA       |
| Ministro dos Assuntos Marítimos e das Ilhas                  |         |         | Thodoris Dristas      | SYRIZA       |
| Ministro do Desenvolvimento Rural e da Alimentação           |         |         | Evangelos Apostolos   | SYRIZA       |